# Soški ledenik
Soški ledenik je bil v obdobju pleistocena in je bil dolg okoli 70 km, kar znese polovico dolžine sedanje doline reke Soče, debel pa je bil od okoli 800 m do 300-350 m na stiku dolin Soče in Tolminke. Končal se je pri Mostu na Soči, nekaj stranskih jezikov pa do Breginja in južno od Volč pri vasi Sela pri Volčah. Ledenik so napajali tudi manjši ledeniki Kaninskih, Kriških in Krnskih ledenikov. Ledeniške oblike so bile odkrite okoli ledeniškega čela in v nekaterih stranskih dolinah (Zadnjica, Vrsnik, Lepena, Bavšica, Koritnica) do Bovške kotline. Za območje je značilno gorsko podnebje s submediteranskim padavinskim režimom.
Značilnost soškega ledenika je bila nizka geografska širina in njegova usmerjenost proti jugu ter s tem odprtost vplivom toplega Sredozemskega morja. Temperaturne razlike med dnevom in nočjo so bile posebno spomladi zelo velike, skale so se pod vplivom raztezanja in krčenja ter razganjanja zaradi ledu v razpokah drobile v izrednih količinah. Ledenik je ta drobir odnašal po dolini navzdol in ga na svojem koncu odlagal, od koder ga je odplavljala reka proti morju. Vode je bilo ogromno še posebej ob spomladanskih in jesenskih deževjih ter taljenju ledu in snega. Tudi po umiku ledenika se je preoblikovanje doline nadaljevalo in zato lepih presekov ledeniške doline v obliki črke U ne najdemo veliko. Rečna erozija Soče in pobočni procesi (erozija, denudacija, sedimentacija) so spremenili ledeniške oblike. 
Številni ostanki delovanja soškega ledenika, ki so danes večinoma zavarovani kot naravne znamenitosti. Ozke terase nad strugo v zgornjem delu Soče, ki jih ponekod imenujejo dobrave, so konglomerat proda, ki ga je nanašal ledenik. Breginjske čelne morenske nasipe je odložil Soški ledenik. V reki lahko opazimo tudi številne balvane, velike kamne. Ledenik jih je v svojem delovanju v würmski poledenitvi pred 10.000 leti prikotalil v reko in na njeno obrežje.